# Procloeon bifidum
Procloeon bifidum är en dagsländeart som först beskrevs av Simon Bengtsson 1912.  Procloeon bifidum ingår i släktet Procloeon, och familjen ådagsländor. Arten är reproducerande i Sverige.